# Tước hiệu của giáo hoàng

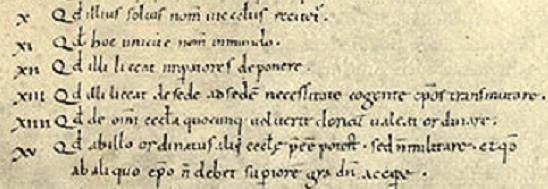
Tài liệu Dictatus Papae về thẩm quyền của Giáo hoàng được viết vào thế kỷ 11, hiện được lưu trong Văn khố Tông tòa Vatican, ghi lại quá trình danh xưng "giáo hoàng" trở nên dành riêng cho giám mục Rôma. Trong tuyên bố XI văn kiện có ghi "Quod hoc unicum est nomen in mundo",

Tước hiệu của giám mục Rôma hay tước hiệu của giáo hoàng là các tước hiệu được sử dụng theo phép xã giao để nhắc đến giám mục Giáo phận Rôma (tức Giáo hoàng) hoặc để chỉ ra một thực tế thần học hoặc thế tục của ông. Giáo hội Công giáo tin rằng các tước hiệu này "cấu thành nên một chức vụ được gọi là giáo trưởng danh dự. Tương tự với các quyền tài phán của mình, các đặc quyền trên trên không bị ràng buộc bởi thẩm quyền thiêng liêng của chức vụ của ông. Số lượng các tước hiệu của giáo hoàng đã tăng lên và được lưu giữ qua nhiều thế kỷ, nhưng chúng không phải là không thể bị sửa đổi".
Ban đầu, các tước hiệu trên được dùng để thể hiện sự cung kính, tôn trọng và quyền năng, nhưng một số tước hiệu về sau đã gắn bó mật thiết với chức vụ của vị giám mục Rôma, trở thành các tước hiệu độc đáo và đặc trưng dành cho ông. Hai tước hiệu lâu đời nhất hiện đang được sử dụng là "papa" và "pontifex", có niên đại từ thế kỷ 3 sau công nguyên. Các tước hiệu khác xuất hiện từ sau thế kỷ 5 và phát triển vào thời kỳ Trung Cổ. Các niên giám Tòa Thánh kể từ năm 1716 công bố một danh sách các tước hiệu của giáo hoàng bắt đầu từ năm đó. Tuy nhiên, danh sách tước hiệu chính thức không bao gồm tất cả các tước hiệu từng được sử dụng; trong lịch sử, giáo hoàng còn dùng nhiều tước hiệu khác, đôi khi kéo dài nhiều thế kỷ nhưng lại bị bãi bỏ vào một thời điểm trong quá khứ.

## Các tước hiệu chính thức
Danh sách các tước hiệu chính thức của giáo hoàng được liệt kê theo thứ tự trong Niên giám Tòa Thánh năm 2024 là:
- Giám mục Rôma (Episcopus Romanus)
- Đại diện của Chúa Giêsu Kitô (Vicarius Iesu Christi)
- Người kế vị Thủ lãnh các Tông đồ (Successor principis apostolorum)
- Thượng giáo tông của Giáo hội hoàn vũ (Summus Pontifex Ecclesiae Universalis)
- Thượng phụ Tây phương (Patriarcha Occidentis)
- Giáo trưởng nước Ý (Primatus Italiae)
- Tổng giám mục Tổng giáo chủ Giáo tỉnh Roma (Archiepiscopus metropolitanus provinciae Romanae)
- Quốc vương Thành quốc Vatican (Superanus sui iuris civitatis Vaticanae)
- Tôi tớ các tôi tớ Thiên Chúa (Servus Servorum Dei).[3]

### Đại điện của Chúa Kitô
Đại diện của Chúa Kitô là (tiếng Latinh: Vicarius Christi) là tước hiệu quan trọng nhất của các giáo hoàng, thể hiện quyền chủ tịch tối cao của họ đối với Giáo hội hoàn vũ. Tước hiệu này bắt nguồn từ lời hứa của Chúa Giêsu tại Mátthêu 16:19, theo đó Chúa Giêsu giao cho Tông đồ Phêrô chìa khóa Nước Trời. Ở hầu hết các quốc gia, chìa khóa là biểu tượng của quyền lực. Do đó, theo Giáo hội Công giáo, Chúa Kitô đã hứa ban cho tông đồ Phêrô quyền làm chủ Giáo hội khi người vắng mặt với tư cách là một vị Đại diện.

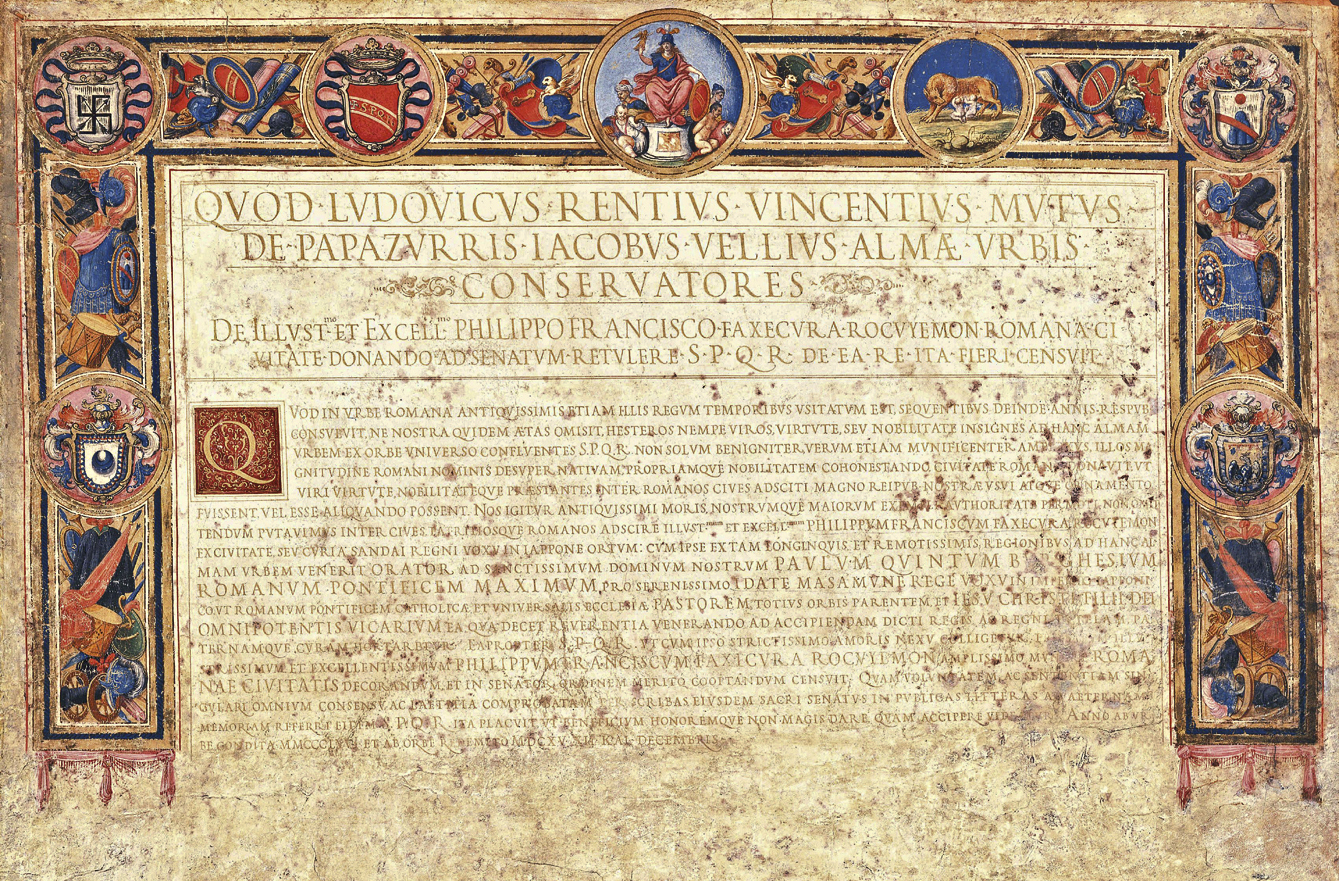
Một văn kiện do Viện nguyên lão Rôma ấn hành vào năm 1615 để ban cho ông Hasekura Tsunenaga danh hiệu "công dân danh dự của Rôma", trong đó giáo hoàng dùng tước hiệu "Giáo tông của giáo phận Rôma, Đấng chủ chăn của Hội Thánh Công giáo hoàn vũ, Cha chung của toàn thế giới và Đại diện của Chúa Kitô, Con Thiên Chúa toàn năng." Bảo tàng Sendai.

Giáo hoàng Lêô I (ở ngôi từ 440–461) trong một văn bản gửi Thượng phụ Dioscorus thành Alexandria vào năm 445 đã mệnh danh các Giám mục Rôma là "Đại diện của những đấng kế vị thánh Phêrô"; không lâu sau, vào năm 495, nhiều sắc lệnh công nghị đã gọi Giáo hoàng Gêlasiô I (ở ngôi từ 492–496) là "Đại diện của Chúa Kitô". Vì thế vào sơ kỳ Trung Cổ đã xuất hiện nhiều biến thể của tước hiệu này, chẳng hạn như "Đại diện của Thánh Phêrô" (Vicarius Petri), chỉ ra rằng giáo hoàng là người kế vị Thánh Phêrô, "Đại diện của Thủ lãnh các Tông đồ" (Vicarius principis apostolorum) hay "Đại diện của Tông Tòa" (Vicarius soles Apostolica) cùng nhiều biến thể khác. Nguyên nhân cả hai tước hiệu "Đại diện của Thánh Phêrô" và "Đại diện của Chúa Kitô" đều được sử dụng đó là vì vào cuối thế kỷ 8, thánh Bônifaciô dùng tước hiệu "Đại diện của Thánh Phêrô" trong lời tuyên thệ trung thành của mình để trình lên Giáo hoàng Grêgôriô II (ở ngôi từ 715–731), trong khi đó khoảng vài thập kỷ sau thì Giáo hoàng Gioan VIII (ở ngôi từ 872–882) lại dùng tước hiệu "Đại diện của Chúa Kitô". Thậm chí ngày nay, sách Nghi thức Thánh lễ Rôma trong kinh cầu cho giáo hoàng đã qua đời cũng dùng tước hiệu "Đại diện của Thánh Phêrô" để gọi vị giáo hoàng ấy.
Do các cải cách của Giáo hoàng Innôcentê III (ở ngôi từ 1198–1216), tước hiệu Đại diện của Chúa Kitô không còn được sử dụng cách thường xuyên từ sau thế kỷ 13, sớm nhất là từ sau khi ông gửi một bức thư cho Vua Levon II của Armenia vào năm 1199. Ông cũng thường viện dẫn tước hiệu này nhằm biểu lộ đặc quyền bổ nhiệm giám mục của mình. Nhiều nhà sử học khác cho rằng tước hiệu này được sử dụng nhiều dưới triều Giáo hoàng Êugêniô III (ở ngôi từ 1145–1153) và sau đó được củng cố vào triều Giáo hoàng Innôcentê III. Về sau, Giáo hoàng Nicôla III (ở ngôi từ 1277–1280) dùng một tước hiệu tương đương là Đại diện của Thiên Chúa (ám chỉ Chúa Kitô là Thiên Chúa). Hiện nay, Công đồng Vaticanô II dạy rằng tất cả các giám mục là "đại diện và sứ giả Chúa Kitô".
Tước hiệu này có nhiều ý nghĩa về mặt thần học và thế tục, được tác giả Tertullianus dùng để ám chỉ Chúa Thánh Thần trong một bài phê bình cá nhân vào thế kỷ 3, và được dùng trong thuyết quốc gia quản lý Giáo hội (Caesaropapism) để ám chỉ các nhà cầm quyền và nhà chức trách, chẳng hạn như vua, thẩm phán và nổi bật nhất là hoàng đế Đông La Mã.

### Người kế vị hay Đại diện Thủ lãnh các Tông đồ
Thủ lãnh các Tông đồ (Principis Apostolorum) là một tước hiệu dành riêng cho thánh Phêrô, biểu lộ quyền thủ lãnh của ông trên các tông đồ (principis có nghĩa là "người đứng đầu" hoặc "người quan trọng nhất"). Ghi chép đầu tiên về tước hiệu này nằm trong các bài giảng của Giáo hoàng Lêô I vào thế kỷ 5, người đã dùng tước hiệu "Người kế vị Thủ lãnh các Tông đồ" để minh chứng cho quyền chủ tịch của mình:
Đức tin kiên vững đáng ngợi khen của vị Thủ lãnh các tông đồ thực là trường tồn. Chừng nào những điều Thánh Phêrô xác tín về Chúa Kitô còn, chừng ấy những gì Chúa Kitô đã thiết lập nơi con người thánh Phêrô còn. (...) trung thành với sức mạnh hòn đá tảng mà ngài lãnh nhận, ngài đã không từ bỏ quyền lãnh đạo Hội Thánh được trao phó nơi ngài.
Tước hiệu này được tôn phong cách gián tiếp cho các giáo hoàng, người sử dụng tước hiệu chính thức là "Người kế vị Thủ lãnh các Tông đồ" hay "Đại diện Thủ lãnh các Tông đồ", cùng với một số biến thể khác.